# غاري هورويتز
غاري هورويتز (بالإنجليزية: Gary Horowitz)‏ (و. 1955 – م) هو فيزيائي، وأستاذ جامعي من الولايات المتحدة الأمريكية . ولد في واشنطن العاصمة . وهو عضواً في الأكاديمية الوطنية للعلوم، والأكاديمية الأمريكية للفنون والعلوم .

## التعليم
تعلم في جامعة برنستون

## مناصب وهيئات
أدار جامعة أوكسفورد.